# Герб Кегичівського району
Герб Кегичівського райо́ну — офіційний символ Кегичівського району Харківської області, затверджений рішенням сесії районної ради від 25 грудня 2003 року.

## Опис
Щит перетятий, з золотою облямівкою. На верхньому зеленому полі золотий ріг достатку та кадуцей у косий хрест; на нижньому лазуровому полі золотий колосок, на тлі якого розташовано зображення бурової вежі з символічним палаючим газовим смолоскипом у підніжжі. Щит увінчано дев'ятьма золотими колосками й обрамлено золотим декоративним вінком з дубового листя, обвитим лазуровою стрічкою.
Комп'ютерна графіка — К. М. Богатов, В. М. Напиткін.